# Во
Во је сисар преживар из породице говеда (Bovidae), или боље речено, мужјак домаћег говечета који се кастрирањем одређује за товљење или се користи за рад, за разлику од одабраних мужјака, бикова, који служе за приплод.
Во је трома и спора, али снажна животиња. У просеку тежи око 800 kg, а може да повуче терет и до 4 500 kg.
Во се користи за вучу (пре свега током пољопривредних радова) и за месо (прехрамбена индустрија). Предности употребе вола над биком у сеоским пословима огледају се у томе, што одсуством полних жлезда, во има далеко блажу нарав те се њиме лакше управља. 
Због велике снаге во је раније био цењена радна снага за вучу. Мирно, спорим, али сигурним ходом, вукли су волови кола, плуг и друга пољопривредна оруђа и по најтежим теренима. Данас су их заменила савремена превозна средства као што су трактори, камиони, аутомобили.
Реч во је честа у пословицама, изрекама и поређењима у народној књижевности: „глуп као во“, „пребили су га као вола у купусу“, ...
На штитовима и заставама може се наћи слика вола пропетог на задње ноге и са репом савијеним над кичмом, што има значење велике жестине и разјарености.
Некада је код православаца у Босни постојао обичај да се звона за новосаграђену цркву преносе само воловским запрегама, а не коњским, јер је во сматран благословеном животињом а коњ проклетом.
- Торински грб
- Турешки грб
- Воловски грб